# GBME
A GBME - Budapesti Meleg Egyetemista Kör elsősorban a budapesti egyetemeken, főiskolákon hallgató, illetve ott végzett LMBTQ+ diákok baráti köre.
2001 októberében jött létre eredetileg a Műegyetem érintett hallgatói számára (innen a korábbi neve is, GBME - Műegyetemi Meleg Kör és a GBME utolsó három betűje), de más hasonló, permanens budapesti kör hiányában hamarosan a többi egyetem, főiskola hallgatóinak is lehetővé tették a belépést. Jelenleg a tagsága számos egyetem és főiskola hallgatóiból tevődik össze. Nemtől és orientációtól függetlenül minden LMBTQ+ személy csatlakozását várják.
Programjai közé tartoznak pl. filmklub, társasjáték est, kirándulások, korcsolyázás, biliárdozás, kötetlen beszélgetések, színház, csapatépítő játékok, buli, valamint hasonló körök rendezvényein való részvétel. A jelentkezés a honlapon lehetséges, amelyet egy személyes beszélgetés követ. A kapcsolattartás főként levelezőlistán történik, a tagok számára (igény szerint) teljes mértékben biztosítják az anonimitást.
Célja továbbá az is, hogy közösséget és támpontot nyújtson azoknak, akik szeretnének megismerni más LMBTQ+ embereket. A közös tapasztalatok megvitatása, egy beszélgetés már önmagában is segíthet a feloldódásban, hiszen jó olyanokkal beszélni, akik messzemenőkig megértenek, és akik társaságban igazán önmagad lehetsz. Az érintetteknek sokat segíthet egy efféle támogató közeg.

### Hasonló (működő) körök Magyarországon
- LGBTK
- ELTE Queer[halott link]
- 7 colours – Corvinus Egyetemi Meleg Kör
- Szegedi Egyetemi Meleg Kör
- CEU Lesbian, Gay, Bisexual, Transgender, Queer, Intersex Club